# Hatay

Hatays läge i Turkiet

Hatay är den sydligaste provinsen i Turkiet, belägen vid Medelhavets östkust med gräns mot Syrien i öster och söder. Provinsen har en yta på 5 545 km² och en befolkning på 1 253 726 invånare (år 2000). Provinsens administrativa huvudort är Antakya och den största staden är İskenderun (tidigare Alexandretta). 
Sandjaket (förvaltningsområde) Alexandretta i nordvästra delen av det Franska mandatet för Syrien och Libanon ombildades 1938 till den autonoma republiken Hatay. Republiken avträddes 1939 av Frankrike till Turkiet och införlivades med detta land.
I provinsen ligger berget Musa Dagh, känt från Franz Werfels roman De fyrtio dagarna på Musa Dagh (1933) som handlar om överlevande från det armeniska folkmordet.

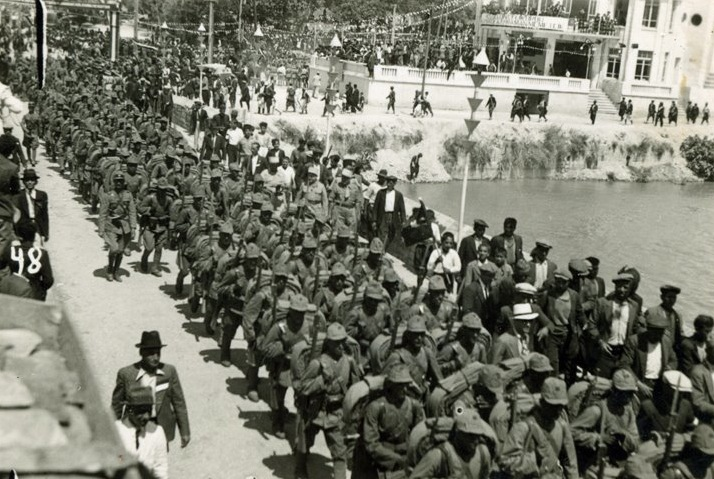
Turkiska trupper i İskenderun den 5 juli 1938.

## Alexandrettafrågan
En politisk tvistefråga mellan Frankrike och Turkiet under tiden mellan första och andra världskriget gällde staden Alexandretta (Iskenderun) med dess område. Efter den fransk-turkiska gränsdragningen 1921 upprättade Frankrike enligt löfte det ”autonoma sandjaket Alexandrette och Antakya”. I och med att Syrien 1936 utlovats att bli en suverän stat skärptes schismen mellan de båda länderna då stark opposition från turkisk sida uppstod med oroligheter mellan turkar och araber. Turkarna koncentrerade trupper vid gränsen till sandjaket. Man lyckades dock nå enighet 1937. Sandjaket skulle utgöra en politisk enhet med egen grundlag, helt oberoende i det inre men i tull- och myntunion med Syrien och utan egen utrikespolitik och utan krigsmakt. En vald församling proklamerade i september 1938 den autonoma republiken Hatay med Antakya som huvudstad. Under trycket av den växande internationella spänningen gick Frankrike med på att avträda denna republik till Turkiet. I juni 1939 slöts en formell överenskommelse härom och Hatay överlämnades. 